# Daimonion (zespół muzyczny)
Daimonion – polski zespół z Piotrkowa Trybunalskiego założony w 1994 roku. Gra pełnego energii, barw i przestrzeni atmosferycznego rocka, którego korzenie tkwią w dokonaniach sceny gotyckiej przełomu lat 80/90. Jednocześnie muzyczna formuła grupy nieustannie poszerzana jest o rozmaite elementy charakterystyczne dla takich gatunków jak: trance, ambient, post-rock czy shoegaze. Mają w swoim dorobku kilka kaset i płyt demo oraz jeden album studyjny zatytułowany „Daimonion” (Love Industry, 2007). Ich utwory ukazywały się na różnych kompilacjach, m.in. na wydanej w 2001 roku składance „Castle Party Compilation 2001”, oraz krązku DVD „In Goth We Trust” (Metal Mind Productions, 2003) ukazującym przekrój polskiej sceny dark i gothic.

## Historia zespołu
1994-1996
- powstanie zespołu na gruzach formacji Kwiaty Doktora Waleriana
- pierwsza kaseta demo z wczesnymi wersjami utworów: „Noc”, „Obłęd”, „Torami Twojej Produkcji”, „Kolory” i „Styks”
- występ na Festiwalu w Jarocinie w koncercie tematycznym „Ciemna Noc” obok takich zespołów jak Opposition, Ziyo, Fading Colours, Pornografia czy Moonlight
- występy na trzech pierwszych edycjach Castle Party (Grodziec)
- Mokotowska Jesień Muzyczna - III miejsce na festiwalu po Myslovitz i Atmosphere
- sesja nagraniowa w Radio Łódź - kilka zarejestrowanych utworów, m.in. „Darkness”, „Wiatr”, „Poza Tobą” - wtedy też powstał wykonany przez Macieja Werka (Hedone) remix utworu „Wiatr”
- koncert z Breath of Life i Love Like Blood w krakowskiej Koronie
- działalność zespołu zawieszona do końca roku 1997

1998-2002
- kolejne Castle Party - już w Bolkowie
- koncert we wrocławskim klubie Forty - obszerne fragmenty zamieszczono na promocyjnym CD zwanym właśnie 'Forty'
- nagrania materiału na pierwszą płytę zespołu zatytułowaną „Daimonion”
- festiwal Dark Nation Day I Wiedeń
- festiwal Dark Nation Day II Wiedeń
- udział w koncertach na trasie zespołu Closterkeller jesienią 2002 roku
- ponowne zawieszenie działalności

2005
- jednorazowy występ na festiwalu Dark East Music Meeting w Warszawie z gościnnym udziałem Gerarda Klawe za bębnami, obok takich zespołów jak: No Signal Detected, God’s Own Medicine, Gray/scale, Forgotten Sunrise i Believe. W związku z festiwalem wydana została składanka, na której Daimonion zamieścił swój cover utworu „Here Comes the Rain Again” zespołu Eurythmics.

2006
- oficjalny powrót do działalności
- inauguracyjny koncert na trasie Abracadabra Gothic Tour z zespołem Closterkeller i Via Mistica w warszawskiej Proximie
- koncert w piotrkowskim klubie Rock’n’Roll, który został zarejestrowany na wideo i posłużył jako podstawa do promocyjnego zestawu DVD+CD na rok 2007

2007
- oficjalna premiera nigdy dotąd nie wydanego albumu „Daimonion”
- powrót do zespołu perkusisty Daniela Kruza, odejście Gerarda Klawe i Arkadiusza Sawickiego
- prace nad materiałem na drugą płytę

2008
- występ na festiwalu Creeper Fest w Wilnie
- koncert z zespołem Fields of the Nephilim w warszawskim klubie Stodoła

## Dyskografia
"Daimonion” - Love Industry, 2007